# Ponte de Sor
Ponte de Sor (auch Ponte de Sôr) ist eine Stadt (Cidade) und ein Kreis (Concelho) in Portugal mit 15.248 Einwohnern (Stand 19. April 2021).

## Geschichte
Funde belegen eine vorgeschichtliche Besiedlung. Erstmals schriftlich erwähnt wurde der Ort als Station der hier passierenden Römerstraße, der dritten Militärstraße von Emerita Augusta (heute Mérida) nach Olisipo (heute Lissabon). Ein im 19. Jahrhundert errichteter Neubau der römischen Brücke über den Fluss Sor ist zu sehen, und auch ein Meilenstein der Römerstraße ist erhalten. Die Römerbrücke gab dem Ort seinen Namen (von Ponte = Brücke). Über den Ort während des arabischen Reichs des al-Andalus ist nicht viel bekannt. Vermutlich wurde der heutige Ort im Verlauf der Reconquista neu besiedelt, als das Gebiet an den Templerorden kam.
Ponte de Sor erhielt 1199, nach anderen Quellen bereits 1161 erste Stadtrechte, die König Manuel I. im Zuge seiner Verwaltungsreformen 1514 erneuerte.
Die bisherige Kleinstadt (Vila) Ponte de Sor wurde 1985 zur Stadt (Cidade) erhoben.

## Sehenswürdigkeiten, Kultur und Sport

### Bauten
Zu den Baudenkmälern des Ortes zählen die Megalithanlage (port. Anta) von Cabeceiros, Brunnen, und verschiedene Art déco- und andere historische Wohnhäuser und öffentliche Gebäude, darunter Bahnhöfe, Schulgebäude, Gericht, Rathaus, oder das Theater- und Kinogebäude. Auch eine Reihe Sakralbauten sind denkmalgeschützt, etwa die Gemeindekirche Igreja Paroquial de Ponte de Sor, nach ihrem Schutzpatron auch Igreja de São Francisco de Assis genannt.
Der historische Ortskern von Ponte de Sor steht zudem als Ganzes unter Denkmalschutz.

### Kulturstätten
Das Kulturzentrum Centro de Artes e Cultura ist in einem historischen Gebäude im Ort eingerichtet. Auf 10.000 m² sind dort Stadtmuseum, Stadtbibliothek, verschiedene Galerien, Veranstaltungsräume und weitere Kultureinrichtungen untergebracht.

### Sport und Freizeit
Der Stausee der Talsperre Montargil (portugiesisch Albufeira da Barragem de Montargil) bietet im Kreis zahlreiche Wassersport- und Bademöglichkeiten. Ponte de Sor verfügt mit dem Flussbad an der ausgebauten Flusspromenade Zona Ribeirinha über eine weitere natürliche Bademöglichkeit, an der zudem eine Freiluftbühne, Tennisplätze und verschiedene andere Sportanlagen eingerichtet sind.
Als bedeutendster Sportverein des Ortes gilt der 1929 gegründete Eléctrico Futebol Clube. Seine erste Fußballmannschaft spielt in der Serie E der vierten portugiesischen Liga (IIIª Divisão) (Stand 2012/2013) und trägt Heimspiele im städtischen Estádio Municipal de Ponte de Sor aus. Der Verein unterhält zudem Futsal-, Basketball-, Schwimm-, Judo- und Tanzabteilungen, die in den städtischen Sporteinrichtungen beheimatet sind. Dazu gehören zwei Sporthallenkomplexe, ein Sporthallenbad und ein Freibad, Tennisplätze, ein Skatepark und anderes.

## Verwaltung

### Kreis
Ponte de Sor ist Verwaltungssitz eines gleichnamigen Kreises. Die Nachbarkreise sind (im Uhrzeigersinn im Norden beginnend): Gavião, Portalegre, Alter do Chão, Avis, Moura, Coruche, Chamusca sowie Abrantes.
Mit der Gebietsreform im September 2013 wurden die Gemeinden (Freguesias) Ponte de Sor, Tramaga und Vale de Açor zur neuen Gemeinde União das Freguesias de Ponte de Sor, Tramaga e Vale de Açor zusammengefasst. Der Kreis besteht seither aus den folgenden fünf Gemeinden:

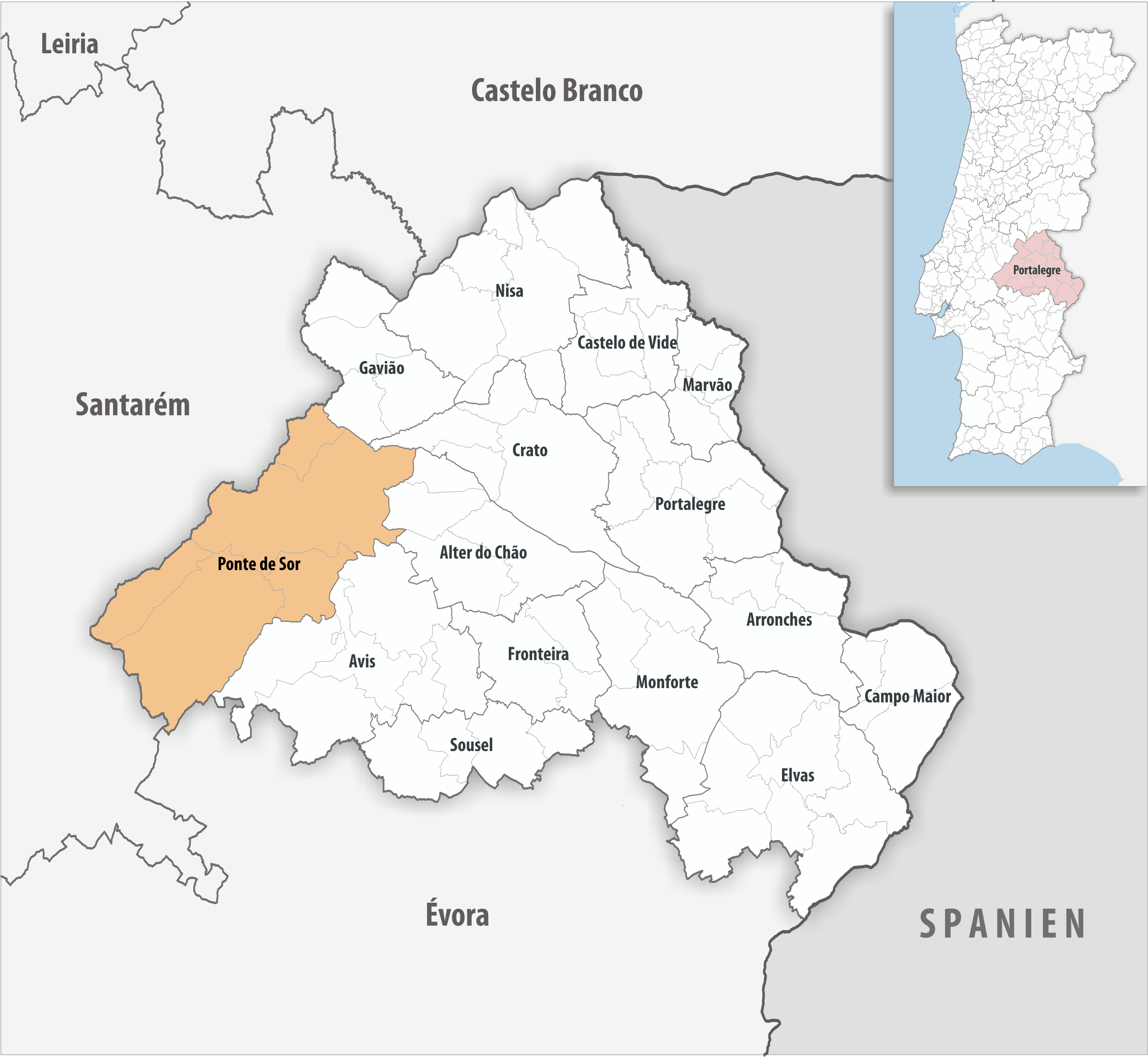
Kreis Ponte de Sor

| Gemeinde                             | Einwohner (2021) | Fläche km² | Dichte Einw./km² | LAU- Code |
| ------------------------------------ | ---------------- | ---------- | ---------------- | --------- |
| Foros de Arrão                       | 811              | 84,26      | 10               | 121304    |
| Galveias                             | 1.022            | 79,83      | 13               | 121301    |
| Longomel                             | 978              | 46,97      | 21               | 121305    |
| Montargil                            | 1.931            | 296,94     | 7                | 121302    |
| Ponte de Sor, Tramaga e Vale de Açor | 10.506           | 331,71     | 32               | 121308    |
| Kreis Ponte de Sor                   | 15.248           | 839,71     | 18               | 1213      |

### Bevölkerungsentwicklung
| Einwohnerzahl im Kreis Ponte de Sor (1801–2011) | Einwohnerzahl im Kreis Ponte de Sor (1801–2011) | Einwohnerzahl im Kreis Ponte de Sor (1801–2011) | Einwohnerzahl im Kreis Ponte de Sor (1801–2011) | Einwohnerzahl im Kreis Ponte de Sor (1801–2011) | Einwohnerzahl im Kreis Ponte de Sor (1801–2011) | Einwohnerzahl im Kreis Ponte de Sor (1801–2011) | Einwohnerzahl im Kreis Ponte de Sor (1801–2011) | Einwohnerzahl im Kreis Ponte de Sor (1801–2011) | Einwohnerzahl im Kreis Ponte de Sor (1801–2011) |
| ----------------------------------------------- | ----------------------------------------------- | ----------------------------------------------- | ----------------------------------------------- | ----------------------------------------------- | ----------------------------------------------- | ----------------------------------------------- | ----------------------------------------------- | ----------------------------------------------- | ----------------------------------------------- |
| 1801                                            | 1849                                            | 1900                                            | 1930                                            | 1960                                            | 1981                                            | 1991                                            | 2001                                            | 2011                                            |                                                 |
| 1394                                            | 3094                                            | 8092                                            | 9024                                            | 12.033                                          | 14.200                                          | 13.393                                          | 18.140                                          | 16.691                                          |                                                 |

### Kommunaler Feiertag
- Ostermontag

## Wirtschaft
Ponte de Sor gilt als ein Schwerpunkt der portugiesischen Korkindustrie, zudem sind u. a. Zulieferbetriebe der Automobil- und Luftfahrtindustrie hier ansässig. Auch traditionelles Kunsthandwerk wird hier hergestellt, insbesondere aus Kork und Flechtweide.
Der Fremdenverkehr spielt nur eine untergeordnete Rolle, hat dabei jedoch als Individualtourismus an Bedeutung gewonnen, etwa mit dem Campingplatz, familiären Hotels, und in historischen Gebäuden eingerichteten Herbergen des Turismo rural. Ein Hauptanziehungspunkt ist der Stausee der Talsperre Montargil.

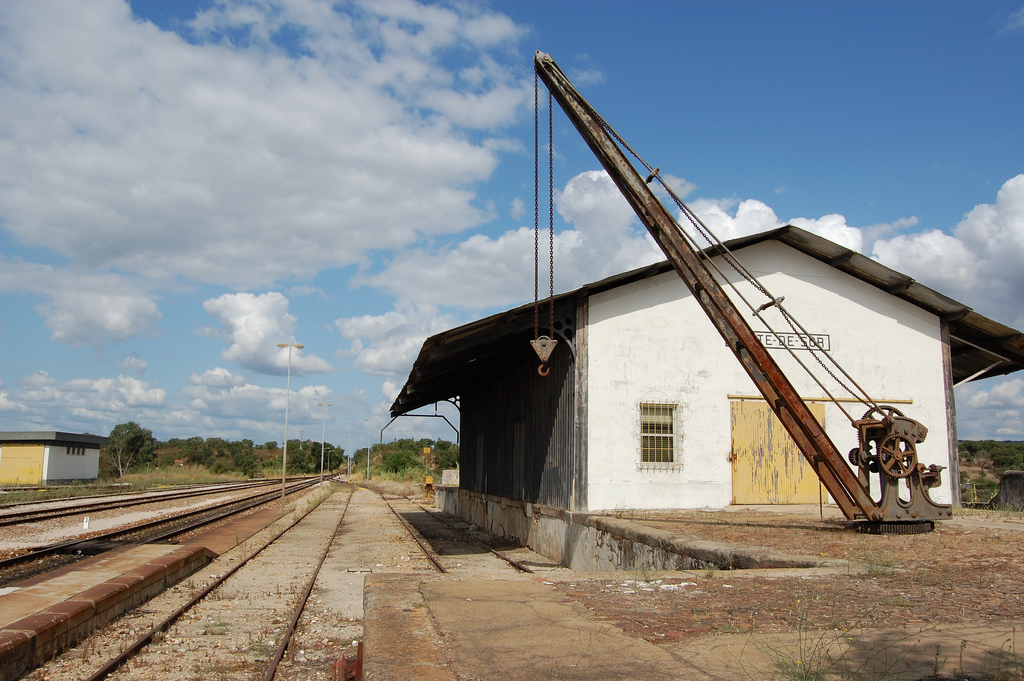
Der Bahnhof von Ponte de Sor

## Verkehr
Ponte de Sor ist ein Bahnhof der Eisenbahnstrecke Linha do Leste. Seit der Einstellung des Personenverkehrs auf der Strecke im Januar 2012 kann der Ort nicht mehr mit der Bahn erreicht werden. Seit 29. August 2017 gibt es wieder einen Reisezug täglich in beide Richtungen zwischen Entroncamento und Badajoz. Am 9. Oktober 2022 wurde ein zweites Zugpaar eingeführt.
Ponte de Sor ist in das landesweite Busnetz der Rede Expressos eingebunden.
Über die Nationalstraße N2 von Ponte de Sor aus sind die etwa 40 km nordwestlich entfernten Anschlussstellen der Autobahn A23 in Abrantes zu erreichen. Die Nationalstraße N244 führt etwa 55 km nördlich zur Anschlussstelle Nr. 13 der A23 bei Domingos da Vinha.
Das bisher vorwiegend als Sportflugplatz genutzte Aeródromo Municipal de Ponte de Sor wird zu einem Regionalflughafen ausgebaut.

## Söhne und Töchter der Stadt
- José Marques Godinho (1881–1947), portugiesischer General im Ersten Weltkrieg, Oppositioneller der Salazar-Diktatur
- Vera Jardim (* 1939), Juristin und sozialistische Politikerin, Justizministerin der ersten Regierung Guterres (1995–1999)
- Edite Espadinha (* 1972), Journalistin
- José Luís Peixoto (* 1974 in Galveias), Schriftsteller
- Pedro Lopes Martins (* 1978 in Montargil), Schriftsteller